# Lebed'
Il Lebed' (in russo Лебедь?) è un fiume della Russia siberiana occidentale meridionale, affluente di destra della Bija. Scorre nel rajon Turočakskij della Repubblica dell'Altaj.
Il fiume proviene dai monti dell'Abakan. Ha una lunghezza di 175 km e il suo bacino è di 4 500 km². Sfocia nel Bija a 215 km dalla foce, vicino al villaggio di Turočak. L'altezza della foce è di 297 m sul livello del mare.